# 杉浦爽
杉浦爽（或譯杉浦沙也加，1971年—），為日本著名的繪本作家。
就讀日本大學時，即持續發表插畫與散文，受到眾多女性讀者的熱烈支持。著有《わたしの日曜日》、《ひっこしました》、《お散歩ブック―daily a walk》、《旅のおみやげ図鑑》、《レンアイ滝修行》、《週末ジャパンツアー》、《２ヵ月のクロゼット》、《わたしのすきなもの》、《よくばりな毎日》、《ベトナムで見つけた―かわいい・おいしい・安い!》、《スクラップ帖のつくりかた》、《えほんとさんぽ―さがしに行こう!絵本・雑貨・カフェ》……，多本著作也被翻譯成中文版發行，包括《戀愛修行瀑布》、《我的時尚教科書》、《週末日本小旅行》、《走吧~走吧~散步去》、《上海漫步》、《夏威夷初體驗》等多部作品，
杉浦爽還著有《おしゃれの教科書―女の子のための映画スタイルブック》一書（中文書名為《我的時尚教科書》）。